# Marquette (Kansas)
Marquette – miasto w Stanach Zjednoczonych, w stanie Kansas, w hrabstwie McPherson.